# Кабриолс Инфериоре (Торино)
Кабриолс Инфериоре је насеље у Италији у округу Торино, региону Пијемонт.
Према процени из 2011. у насељу је живело 111 становника. Насеље се налази на надморској висини од 634 м.